# Muğanlı (Ağcabədi)
Muğanlı è un comune dell'Azerbaigian situato nel distretto di Ağcabədi. Conta una popolazione di 1 510 abitanti.